# Oestrophasia calva
Oestrophasia calva là một loài ruồi trong họ Tachinidae.